# Bourguignon (Doubs)
Bourguignon é uma comuna francesa na região administrativa de Borgonha-Franco-Condado, no departamento de Doubs. Estende-se por uma área de 5,56 km². Em 2010 a comuna tinha 928 habitantes (densidade: 166,9 hab./km²).